# Pleśno (powiat ostródzki)
Pleśno (niem. Plössen) – osada w Polsce położona w województwie warmińsko-mazurskim, w powiecie ostródzkim, w gminie Małdyty.
W latach 1975–1998 miejscowość administracyjnie należała do województwa olsztyńskiego.
Wieś wzmiankowana pod nazwą Plesen, w dokumentach z roku 1374, jako wieś pruska na 11 włókach. W roku 1782 we wsi odnotowano 8 domów (dymów), natomiast w 1858 w pięciu gospodarstwach domowych było 57 mieszkańców. W latach 1937–1939 było 70 mieszkańców. W roku 1973 jako osada Pleśno należało do powiatu morąskiego, gmina i poczta Małdyty.